# 富洲原四九の市
富洲原四九の市（とみすはらしくのいち）は、三重県四日市市富洲原地区（松原地区の四日市市富州原町の西元町自治会所属の元町通り）にて開催される日付指定の露天の市である。富洲原地区民以外に近隣の三重郡川越町・四日市市富田地区・四日市市大矢知地区にも知られている青空市場である。4と9のつく日の午前中に開催される。

## 概要
- 毎月4日と9日に開催される市である。四日市市松原西元町の元町通りで開催される。富洲原町時代に旧東海道を改修した道路と使用された国道1号線沿いの幹線道路だった旧東洋紡績富田工場元町社宅の西側道路沿いの元町通りの約160m（160メートル）の長さにわたって富洲原四九の市が出店される。
- 開催時間は午前7:00から～正午12:00までの時間帯で開店している。
- 以下の毎月4日と9日が付く日に西元町自治会の元町通りで月6回開かれる。

1. 毎月4日
2. 毎月14日
3. 毎月24日
4. 毎月9日
5. 毎月19日
6. 毎月29日

- 四日市市の朝市で最大級の規模である。
- 以上の物などを販売している。
  - 野菜や果物（青果）などの生鮮食品
  - 卵
  - お茶
  - 衣料品
  - 日用品
  - みたらし
  - 菓子
  - 鮮魚
  - 精肉
  - 生花
  - 漬物

## 歴史
- 1954年（昭和29年）に東洋紡績富田工場が東洋町通りと国鉄富田駅間を結ぶ道路を閉鎖して紡績工場を拡張したことに伴い、東洋町商店街の販売活路の打開策として、東洋町自治会と西元町自治会と東洋紡績社宅街の宮町自治会の3自治会と東洋町発展会と富洲原商店会や西栄会の発展会組織による再三にわたる協議の結果、＜四九市構想＞が計画立案されて、＜四九市＞が発足した。
- 市場町としての歴史がある四日市市の富洲原地区に開催される楽市だが、4日は四日の市が由来の四日市の地名にちなんでいる。当初は東洋町発展会（東洋町自治会）・西元町自治会（西元町商店街）と富洲原商店会で運営管理していたが、その後四九市共栄会と運営委員会が運営している。開設以来すっかり定着した。1950年（昭和25年）から1951年（昭和26年）まで頃から10店舗程度の小規模市が開設されて、最盛期は60店舗ほど出店していたが、現在は40店舗ほどである。年間120万円の経費が必要とされるので、出店者から毎月3000円程度の会費を徴収して、四九市の代表者が道路使用許可と駐車許可願いを四日市北警察署に届けている。出店者は他の市場を兼ねている商人が多くて、普通は2つから3つまでの市場、多い人は13か所の市を兼ねている。出店者は市内を中心に、遠い人は岐阜県南濃地方や桑名市の長島・多度からも来ている。戦前には、四日市市朝日町の北部にも、<四九の市>があり、富田地区の西古川町に<一六の市>があり、富洲原地区の松原に<三八の市>が存在した[1]。
- 四九市発展の理由として、出店者と客に信用関係と暖かい人間関係と、開放的な買い物広場で散歩をかねた憩の場となっているからである。普段は静かな元町通りも四九市の日は早朝からにぎやかである。天幕を張る人、商品や御座や戸板の上に並べる人、早々に訪問する客に威勢の良い対話などの風景は素朴で明るく活気がある。